# 夫妻成长日记4：爱的永远
《夫妻成长日记4：爱的永远》，2019年上映的日本爱情片，导演横山一洋，主演森下悠里、三浦力，该片改编自克亚树漫画作品《夫妻成长日记》。

## 剧情
小野田真所在的公司2名员工好友邀请他去滑雪，他回到家中和妻子小野田优良商量此事，妻子答应了，并且表示也要一同去滑雪。第二天晚间，他们4人终于来到了滑雪场，订了房间，无意间，小野田真看到墙壁上的宣传海报，是偶像明星的见面会，和她见面只需要购买她两三张DVD作品就可以。他们去房间睡觉时遇到一个神秘的美女由比，大家惊诧不已。次日，他们一起去滑雪，又再次遇到了那个神秘女郎，优良因为是第一次滑雪，她跌倒在雪地上，被神秘女郎救起。滑雪完毕，小野田真的同事告诉他，明天带他去看美女泡温泉，他兴奋不已，和妻子打了招呼。3人光着身子走过漫长的雪地才来到温泉场，结果走错了方向，全都是男人在泡温泉，而优良则在滑雪场找人按摩，那个按摩服务员正是救她的神秘女郎。神秘女郎用催眠术对她进行催眠，叫她不要相信男人。当晚，小野田真拿着DVD正好碰到了那个偶像明星，此时，神秘女郎暗地里对她催眠，明星要小野田真吻她，当小野田真跃跃欲试时，妻子优良目睹了这一幕，气愤不已，便和他分房而睡。在优良睡着后不久，她被神秘女郎用催眠术带出屋内，小野田真发觉之后，叫出同事，一同去寻找妻子优良，最终他们在一个山坡找到了他们，经过温暖的话语沟通，最终拯救了优良。

## 演出
| 演员     | 角色       | 备注                         |
| 森下悠里 | 小野田优良 | 小野田真的妻子。             |
| 岡田光   | 小野田真   | 小野田优良的丈夫。           |
| 秋山莉奈 | 由比       | 滑雪场的神秘女郎，会催眠术。 |